# Бейм, Юзеф
Юзеф Бейм (пол. Józef Beim; 13 апреля 1937, Кланины — 30 апреля 1987, Варшава) — польский генерал, главный комендант гражданской милиции в 1981—1987 годах. Видный деятель органов правопорядка ПНР, возглавлял гражданскую милицию в период социально-политического кризиса и силового противоборства 1980-х годов. Член ЦК и Центральной контрольно-ревизионной комиссии ПОРП.

## Происхождение и образование
Родился в крестьянской семье из деревни в гмине Осечна. Окончил экономический факультет Гданьского университета по курсу управления промышленным производством, однако по специальности не работал. Впоследствии получил учёную степень доктора наук.

## Милицейская карьера
В мае 1956 Юзейф Бейм поступил на службу в моторизованную роту гражданской милиции Гданьска. Прошёл обучение в Высшей школе милиции в Щитно.
С 1957 по 1960 служил в Гданьской комендатуре гражданской милиции, в 1960—1962 — в комендатуре Пуцка. В 1962—1966 — в комендатуре Тчева, в 1967—1970 — в комендатуре Эльблонга, в 1970—1973 — в комендатуре Гдыни. В Тчеве, Эльблонге и Гдыне Юзеф Бейм возглавлял милицейские управления повятского и городского уровней. В период службы на балтийском побережье Юзеф Бейм был повышен от подпоручика до подполковника.
15 января 1973 Юзеф Бейм в звании полковника занял пост коменданта гражданской милиции Кракова — второго по величине города Польши. Это означало серьёзную позицию в силовой иерархии ПНР. До 1978 Бейм являлся заместителем главного коменданта гражданской милиции Краковского воеводства. 15 мая 1978 года Юзеф Бейм был назначен заместителем главного коменданта гражданской милиции ПНР Станислава Зачковского. С 1979 имел звание генерала бригады.
С марта 1957 года Юзеф Бейм состоял в правящей компартии ПОРП. Был убеждённым сторонником партийного режима. В 1980—1981 выступал за силовое подавление профсоюза Солидарность. В середине августа 1980 года — на фоне разворачивающейся забастовочной волны — Бейм, наряду с генералом Службы безопасности (СБ) Владиславом Цястонем, стал заместителем генерала Богуслава Стахуры в оперативном штабе МВД Lato 80.

## Главный комендант
25 ноября 1981 года генерал Бейм сменил генерала Зачковского на посту главного коменданта гражданской милиции ПНР. Менее чем через три недели, 13 декабря 1981, в Польше было введено военное положение. Следующие дни ознаменовались масштабным насилием — захваты предприятий, разгоны демонстраций, усмирение шахты «Вуек», многочисленные интернирования и аресты. Гражданская милиция, особенно подразделения ЗОМО, сыграла важную роль в подавлении «Солидарности» и политических репрессиях. Наряду с другими активистами, жёстким преследованиям подвергались члены независимого профсоюза сотрудников милиции.
Юзеф Бейм являлся одним из главных проводников репрессивной политики, принадлежал к ближайшим сподвижникам министра внутренних дел Чеслава Кищака, одного из руководителей Военного совета национального спасения. Жёстко репрессивный курс проводили подчинённые Бейма в воеводских комендатурах — генерал Анджеевский, полковник Верниковский, полковник Груба, полковник Коздра, полковник Урантувка. Несмотря на принадлежность к милиции, в первые недели военного положения Бейм лично инспектировал армейские патрули на улицах Варшавы. Гражданская милиция сохраняла функции политического давления и после отмены военного положения в 1983 году.
На период комендантства Бейма пришлись гибель Гжегожа Пшемыка после избиения ЗОМО и убийство Ежи Попелушко, совершённое офицерами СБ. В первом случае Бейм всячески прикрывал виновных. Во втором подчинённые Бейма расследовали убийство Попелушко и арестовали группу исполнителей и организаторов, включая генерала Цястоня. В качестве руководителя милиции генерал Бейм сыграл определённую роль в конфликте на стороне группы Ярузельского—Кищака против «партийного бетона» Милевского.
27 сентября 1984 Юзефу Бейму было присвоено звание генерала дивизии. С 1986 Бейм — член ЦК ПОРП и Центральной контрольно-ревизионной комиссии.

## Смерть и похороны
Юзеф Бейм скоропостижно скончался в возрасте 50 лет. На посту главного коменданта его сменил в мае 1987 генерал Зенон Тшциньский, оказавшийся последним руководителем гражданской милиции ПНР.
Похоронен Юзеф Бейм на кладбище Воинские Повонзки.